# فابريتسيو باركا
فابريتسيو باركا هو اقتصادي وسياسي إيطالي، ولد في 8 مارس 1954 في تورينو في إيطاليا. نشط حزبياً في الحزب الديمقراطي. وقد انتخب Minister for the South and Cohesion Policies ‏ (16 نوفمبر 2011 – 28 أبريل 2013).